# Espagnol guatémaltèque
L'espagnol guatémaltèque (espagnol : español guatemalteco) est la variante de l'espagnol employée au Guatemala. D'un point de vue phonétique, il s'agit d'un type d'espagnol conservateur, avec peu d'élisions. Le yeísmo est utilisé pour les lettres /ll/ et /y/. Au Guatemala, il est d'usage d'utiliser le voseo, principale caractéristique du pays.
L'espagnol est la langue officielle du Guatemala, mais il est également utilisé comme deuxième ou troisième langue par de nombreux habitants, car la population est composée d'une grande variété de groupes ethniques qui représentent environ 41 % de la population totale. Le pays compte 25 langues au total : 22 d'entre elles sont des langues mayas parlées dans les zones rurales, le xinca (langue isolée) parlé dans le sud-est du pays, le garifuna (qui fait partie des langues arawak) parlé sur la côte atlantique, et l'espagnol principalement dans les zones urbaines. Au Guatemala, 70 % des habitants parlent l'espagnol comme langue maternelle, et 86 % au total comme première ou deuxième langue.

## Phonétique et phonologie
- Seseo, il n'y a pas de distinction entre /θ/ et /s/, comme dans toute l'Amérique latine.
- Le /x/ est dit comme un [h] glottal[4],[5].
- Le /s/ syllabique-final n'est qu'occasionnellement aspiré, et seulement lorsqu'il précède des consonnes ou une pause. Il est moins faible que dans tout autre dialecte d'Amérique centrale[6].
- Le mot-final /n/ est vélaire [ŋ][4],[5].
- Le dialecte guatémaltèque a adopté l'affrique alvéolaire sans voix [t͡s] et le groupe [tl] (à l'origine /tɬ/ ) représenté par les digraphes respectifs ⟨tz⟩ et ⟨tl⟩ dans les emprunts d'origine nahuatl, tels que quetzal et tlapalería [t͡ɬapaleˈɾia] (« quincaillerie »). Même les mots d'origine grecque et latine avec ⟨tl⟩, comme Atlántico et atleta, sont prononcés avec /tl/ : [aˈtlãntiko], [aˈtleta] (comparer [aðˈlãntiko], [aðˈleta] en Espagne et dans d'autres dialectes de l'Amérique espagnole)[7].
- La consonne vibrante alvéolaire /r/ est souvent assimilée à une fricative [ʒ].
- La syllabe finale /ɾ/ peut également être assimilée, sonnant souvent comme [s] ou [z], bien que cela soit moins courant chez les jeunes locuteurs urbains. Dans le centre du Guatemala, /tɾ/ est souvent prononcé comme une affrique, presque comme l'anglais [tɹ̝̊].
- Cette prononciation est plus fréquente après les consonnes, comme entre « entre ». Elle n'est pas aussi fréquente au Guatemala qu'au Costa Rica ou dans les Andes, et est moins répandue chez les locuteurs jeunes et urbains[6].